# Minervina
Minervina war eine Partnerin des römischen Kaisers Konstantin I. und die Mutter von dessen erstem Sohn Crispus.
Über Minervina ist kaum etwas bekannt. Die Informationen über ihre Beziehung mit Konstantin und ihren Sohn Crispus stammen aus mehreren spätantiken Quellen: Sowohl die kurz nach 395 verfasste Epitome de Caesaribus als auch der spätere Historiker Zosimos (um 500) erwähnen sie nur beiläufig im Zusammenhang mit der Ernennung des Crispus zum Caesar (Unterkaiser) – dort wird sie jeweils als Konkubine bezeichnet. Ein Panegyrikus, der auf Konstantins Hochzeit mit Fausta im Jahr 307 gehalten wurde, deutet auf eine frühere Hochzeit Konstantins hin, ohne jedoch Minervina explizit zu erwähnen.
Umstritten ist, ob es sich bei der Beziehung Konstantins mit Minervina nur um ein Konkubinat handelte oder ob das Paar auch verheiratet war. Im ersteren Fall wäre Crispus ein illegitimer Sohn gewesen. Edward Gibbon, ein Historiker der Aufklärung, interpretierte Minervina als ein „obskures, aber rechtmäßiges Objekt der jugendlichen Anhänglichkeit Konstantins“ und akzeptierte sie als legitime Ehefrau Konstantins. Dagegen wehrte sich später etwa Otto Seeck (Anfang des 20. Jahrhunderts), der sich an den Anmerkungen von Zosimos, der Epitome de Caesaribus und dem mittelbyzantinischen Geschichtsschreiber Johannes Zonaras (der auf ältere Vorlagen zurückgreifen konnte) orientierte und die Stelle in dem Panegyrikus als Verweis auf eine andere Frau deutete. In der jüngeren Zeit haben jedoch etwa Timothy D. Barnes und die Prosopography of the Later Roman Empire Minervina als rechtmäßige Ehefrau Konstantins akzeptiert. Barnes verweist dabei auf die Benutzung des in dieser Frage unzuverlässigen, heidnischen Historikers Eunapios durch Zosimos, die Epitome und Zonaras.
Auch die zeitliche Einordnung der Beziehung ist nicht gesichert. Crispus wurde vermutlich im Jahr 305 n. Chr. geboren. Im Jahr 307 heiratete Konstantin dann Fausta – eine politische Heirat, denn sie war die Tochter des Kaisers Maximian, dessen Unterstützung sich Konstantin sichern wollte. Ob Minervina 307 von Konstantin verstoßen wurde oder bereits tot war, ist ebenfalls nicht mehr festzustellen. Für die Hypothese von Timothy Barnes, Minervina sei eventuell eine Verwandte von Kaiser Diokletian gewesen, gibt es keinen Nachweis.